# احسان خواجه‌امیری
احسان خواجه‌امیری (زادهٔ ۷ آبان ۱۳۶۳) خوانندهٔ ایرانی است. او فرزند ایرج، خوانندهٔ سنتی است و در رشتهٔ مهندسی کامپیوتر تحصیل کرده است.

## آغاز زندگی
احسان خواجه‌امیری؛ ۷ آبان ۱۳۶۳ در بیمارستان هشترودیان تهران متولد شد. وی فرزند ایرج، خوانندهٔ قدیمی موسیقی سنتی ایرانی است. او به دلیل بزرگ شدن در خانواده‌ای هنرمند، از ۵ سالگی آموختن موسیقی را شروع کرد. از هفت یا هشت سالگی کم‌کم به کلاس‌های نواختن سنتور و ویولن رفت و پیانو را از خواهرش «الیکا خواجه‌امیری» یادگرفت. خواجه‌امیری در ۱۲ سالگی برای برنامهٔ کودک آهنگسازی کرد.

## زندگی حرفه‌ای
احسان خواجه‌امیری کار حرفه‌ای خود را با آهنگسازی برای مجموعهٔ مستند که موسیقی بی‌کلام بود آغاز کرد و مطرح‌ترین کارش در آن دوران آهنگسازی آلبومی به نام «خاطرات زندگی» برای پدرش بود. سازهای گوناگون را امتحان می‌کرد و آموزش یک ساز را به پایان نمی‌رساند. احسان فقط می‌خواست آهنگساز شود و ورود خود را به عرصهٔ خوانندگی یک شوخی می‌دانست. او در سن ۱۷ سالگی آلبوم «من و بابا» را روانهٔ بازار کرد که کار مشترک او و پدرش ایرج بود. خود احسان، موفقیت این آلبوم را تا اندازهٔ زیادی مدیون حضور پدر می‌دانست. در ۱۹ سالگی به پیشنهاد قاسم جعفری برای خوانندگی سریال غریبانه انتخاب شد، و ترانهٔ «هر چی آرزوی خوبه…» بسیار مورد استقبال قرار گرفت.
سال ۱۳۸۴ آلبوم «برای اولین بار» را روانهٔ بازار کرد که مورد استقبال قرار گرفت. فروش این آلبوم تا پیش از آلبوم بعدی آن بیش از ۳۰۰٬۰۰۰ نسخه بود.
نخستین کنسرت او در سال ۱۳۸۴ در کیش برگزار شد، تاکنون کنسرت‌های موفقی در شهرهای مختلف ایران برگزار کرده‌است. کنسرت او در سال ۱۳۸۶ در هفت سانس در تالار وزارت کشور مورد استقبال بی‌نظیری قرار گرفت.
در سال ۱۳۸۶ برای آهنگسازی و خوانندگی سریال «میوهٔ ممنوعه» انتخاب شد. پس از پخش سریال در مهر ۱۳۸۶ آلبوم سومش «سلام آخر» را روانهٔ بازار کرد و معتقد است که احسان خواجه‌امیری را باید با این آلبوم شناخت، به گفتهٔ او برای ذره ذرهٔ این آلبوم هزینهٔ معنوی کرده‌است.
هزینهٔ آلبوم سلام آخر بیش از ۵ برابر آلبوم برای اولین بار بود. فضای آن عاشقانه بود و این آلبوم در لیست پرفروش‌ترین آلبوم سال قرار گرفت. برخورد با طرفداران برایش دلچسب است و از آنان انرژی می‌گیرد.
در رمضان ۱۳۸۷ آهنگسازی برای سریال «مثل هیچ‌کس» را بر عهده گرفت. آلبوم چهارم احسان خواجه‌امیری «فصل تازه» در بهمن ۱۳۸۷ منتشر شد. این آلبوم با وجود داشتن ملودی و تنظیم قوی نتوانست به اندازهٔ سلام آخر، مورد استقبال مخاطبان قرار نگرفت اما مانند سایر آثار او به فروش بالایی دست یافتند.
در سال ۱۳۸۹ آهنگسازی سریال در مسیر زاینده‌رود به کارگردانی حسن فتحی را قبول کرد، این دومین همکاری خواجه‌امیری با حسن فتحی پس از میوهٔ ممنوعه بود.
آلبوم پنجم او با نام «یه خاطره از فردا» با ۱۲ قطعه در ۳۱ شهریور ۱۳۸۹ وارد بازار موسیقی ایران شد.
آلبوم ششم احسان خواجه‌امیری با نام «عاشقانه‌ها» پس از دو سال وقفه در ۷ آبان ۱۳۹۱ هم‌زمان با سالروز تولدش، منتشر شد. می‌گوید هرآنچه از من ارائه می‌شود بخشی از روح و اندیشه و زندگی من است؛ و می‌گوید عشق یعنی زنده بودن و زندگی کردن.
ترانهٔ رسمی تیم ملی فوتبال ایران در جام جهانی فوتبال ۲۰۱۴ برزیل را «احسان خواجه‌امیری» خواند. خواجه‌امیری برای ساخت این قطعه از چهره‌های سرشناسی چون «روزبه بمانی» در بخش ترانه و «بهروز صفاریان» در بخش تنظیم استفاده کرده‌است.
خواجه‌امیری دو سال پس از آلبوم «عاشقانه‌ها» هفتمین آلبوم استودیویی خود را در ۲۹ دی ۱۳۹۳ با نام «پاییز، تنهایی» منتشر کرد. این آلبوم قرار بود پاییز ۱۳۹۳ منتشر شود ولی روند صدور مجوز باعث شد آلبوم پس از ماه‌های محرم و صفر منتشر شود.
در سال ۱۳۹۴ خواجه‌امیری برای اولین بار اجرای تیتراژ پایانی برنامهٔ ماه عسل را قبول کرد و قطعهٔ «بغض» را برای این برنامهٔ محبوب تلویزیونی آماده کرد، که این قطعه در نظرسنجی تلویزیون به‌عنوان بهترین قطعهٔ سال انتخاب شد.
در سال ۱۳۹۵ احسان خواجه‌امیری هشتمین آلبوم استودیویی خود را به نام آلبوم «۳۰ سالگی» در تاریخ ۹ شهریور ۱۳۹۵ روانهٔ بازار کرد. او این آلبوم را به همسر و فرزندش تقدیم کرده‌است. خواجه‌امیری در این آلبوم پس از چند سال دوباره با افشین یداللهی همکاری کرد، ترانه‌سرایی که پیش از این خواجه‌امیری تجربه‌های موفق و چشمگیری با او داشته‌است.
خواجه‌امیری در سال ۱۳۹۷ نهمین آلبوم رسمی خود را به نام «شهر دیوونه» در تاریخ ۳ بهمن پخش کرد. او در ساخت این آلبوم از چهره‌های جوان و متفاوت با آثار قبلی خودش استفاده کرده‌است.

### الگو در خوانندگی
احسان خواجه‌امیری الگوی خود در خوانندگی را محمد اصفهانی می‌داند. او می‌گوید:
خیلی از حرکاتی که زمانی محمد اصفهانی انجام می‌داد الگو قرار می‌دادم. به نظرم کارهای او در شأن یک هنرمند واقعی است. آقای اصفهانی پیش از من خواننده بودند. دکتر همیشه یک سبک شعر را ادامه داد در تلویزیون پلی‌بک نمی‌خواند و هرکاری را قبول نمی‌کرد. در نهایت هم اعتقادات‌شان را دنبال می‌کردند من پرستیژ او را الگوی کارم قرار دادم.

## زندگی شخصی
احسان خواجه‌امیری در سال ۱۳۸۳ با لیلا ربانی آشنا شد. آنها پس از ۵ سال در سال ۱۳۸۸ با هم ازدواج کردند و در سال ۱۳۹۳ صاحب فرزند پسری به نام «ارشان» شدند.

## آلبوم‌ها
- من و بابا (۱۳۸۰)
- برای اولین بار (۱۳۸۴)
- سلام آخر (۱۳۸۶)
- فصل تازه (۱۳۸۷)
- یه خاطره از فردا (۱۳۸۹)
- عاشقانه‌ها (۱۳۹۱)
- پاییز، تنهایی (۱۳۹۳)[۶]
- ۳۰ سالگی (۱۳۹۵)
- شهر دیوونه (۱۳۹۷)
- این روزها (۱۴۰۳)[۷]

## موسیقی فیلم و سریال
احسان خواجه‌امیری تاکنون برای چندین فیلم و مجموعه تلویزیونی آهنگسازی کرده و همچنین خوانندهٔ تیتراژ بسیاری از مجموعه‌های تلویزیونی بوده‌است.
- موسیقی سریال غریبانه، (هر چی آرزوی خوبه) سال ۱۳۸۳
- تیتراژ سریال برای آخرین بار سال ۱۳۸۴
- تیتراژ سریال لبه تاریکی سال ۱۳۸۴
- موسیقی سریال ازنفس‌افتاده سال ۱۳۸۵
- تیتراژ پایانی سریال زیرزمین سال ۱۳۸۵
- موسیقی سریال پول کثیف سال ۱۳۸۶
- موسیقی سریال میوهٔ ممنوعه (تیتراژ ابتدایی [بی‌کلام] - می‌شه خدا رو حس کرد [ترانهٔ تیتراژ پایانی] - آزاد آزادم - به من مؤمن نگو - هرچه دارم از تو دارم) سال ۱۳۸۶
- موسیقی سریال مثل هیچ‌کس (تیتراژ ابتدایی - تیتراژ پایانی - رفتی که - عاقبت عشق) سال ۱۳۸۷
- موسیقی فیلم سینمایی امشب شب مهتابه (یه شب مهتاب - شاید وقتی - ای کاش - یلدا) سال ۱۳۸۷
- موسیقی سریال در مسیر زاینده‌رود (تیتراژ ابتدایی [بی‌کلام] - خلاصم کن [ترانهٔ تیتراژ پایانی] - شادی مکن - آرزو دارم - تو بمان) سال ۱۳۸۹
- نابرده رنج، تیتراژ سریال نابرده رنج سال ۱۳۹۰
- به دادم برس و شب سرمه، تیتراژهای میانی و پایانی سریال مادرانه سال ۱۳۹۲
- تقدیر و شهید، تیتراژهای میانی و پایانی سریال ماتادور سال ۱۳۹۲
- تاوان، تیتراژ سریال آوای باران سال ۱۳۹۲
- بغض، تیتراژ پایانی برنامهٔ ماه عسل سال ۱۳۹۴
- درد عمیق، تیتراژ سریال پریا سال ۱۳۹۵
- با توأم، تیتراژ سریال هشت و نیم دقیقه سال ۱۳۹۵
- گرداب، تیتراژ سریال آنام سال ۱۳۹۶
- دست خالی، تیتراژ سریال بچه‌مهندس سال ۱۳۹۹
- در کنار پروانه ها، تیتراژ سریال در کنار پروانه‌ها سال ۱۴۰۰

## تک‌آهنگ‌ها
- تو که قلبمی
- کوچ
- نفس
- مسافرخونه
- دیوونه حالی
- لبخند پایانی
- بی‌قرار
- نگو برگرد
- ابر مسافر
- یکیو دارم
- پاییز مسموم (به مناسبت سالروز بمباران شیمیایی سردشت)
- باید برگشت
- آرامش
- عاشق که بشی
- نوش دارو
- قلب ساعتی
- من دیوانه (با همکاری گروه دارکوب)
- آتش عطش (به مناسبت اربعین حسینی)
- من عاشقم (به مناسبت ماه محرم)
- ثانیه
- دروازه‌های دنیا (ترانه رسمی تیم ملی فوتبال ایران در جام جهانی برزیل (۲۰۱۴)
- شهید آب و آتش (ققنوس)
- تحویل بهار
- نامه
- گذشته‌ها
- حلقهٔ شادی
- شقایق
- عاشقم من
- گوشهٔ تنهایی
- منم می‌شم مثل خودت
- مژده بده
- شِکوه
- جوان
- دوستی (از ترانه‌های قدیمی پدرش)
- پرنده (از آثار قدیمی پدرش)
- خاتون
- بهاره
- بم
- پنجره‌های باران
- می‌شه
- صمیمانه

## جوایز
- برندهٔ جایزهٔ بهترین ترانهٔ تیتراژ (تیتراژ هشت و نیم دقیقه) از چهارمین جشنوارهٔ جام جم - ۱۳۹۶[۸]
- برندهٔ تندیس بهترین آلبوم موسیقی پاپ (برای آلبوم ۳۰ سالگی)، بخش مردمی، از چهارمین دورهٔ جشنوارهٔ موسیقی ما در سال[۹] ۱۳۹۶
- برندهٔ جایزهٔ مردمی بهترین ترانهٔ تیتراژ سال (تیتراژ پایانی برنامهٔ ماه عسل) - سه ستاره - ۱۳۹۵
- برندهٔ تندیس بهترین آلبوم موسیقی پاپ (برای آلبوم پاییز، تنهایی)، بخش مردمی، از سومین دورهٔ جشنوارهٔ موسیقی‌ما در سال[۱۰] ۱۳۹۳
- برندهٔ جایزهٔ مردمی بهترین ترانهٔ تیتراژ سال (تیتراژ آوای باران) - سه ستاره - ۱۳۹۳
- برندهٔ جایزهٔ بهترین تیتراژ تاریخ صدا و سیما از نظر مردم (تیتراژ سریال نابرده رنج) - ساعت بیست و پنج - ۱۳۹۲
- برندهٔ تندیس بهترین قطعهٔ پاپ خارج از آلبوم موسیقی (برای قطعهٔ «تاوان»)، بخش کارشناسی، از دومین جشنوارهٔ سالانهٔ موسیقی‌ما در سال ۱۳۹۲[۱۱]
- برندهٔ تندیس بهترین آلبوم موسیقی پاپ (برای آلبوم عاشقانه‌ها)، بخش کارشناسی، از اولین دورهٔ جشنوارهٔ موسیقی ما در سال ۱۳۹۱
- برندهٔ تندیس بهترین اجرای زندهٔ موسیقی پاپ، بخش کارشناسی (مشترکاً «احسان خواجه‌امیری» و «محسن یگانه»)، از اولین دورهٔ جشنوارهٔ موسیقی ما در سال ۱۳۹۱[۱۲]